# Gabelflug

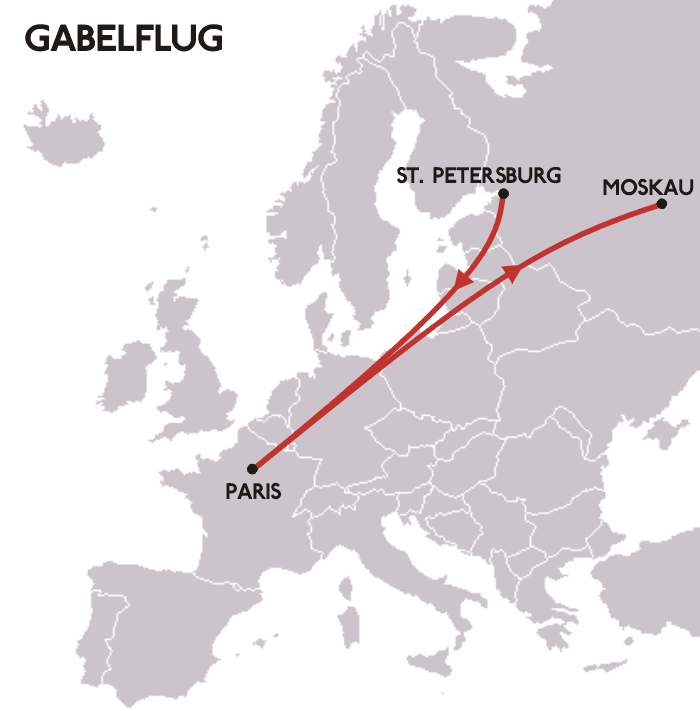
Gabelflug: Hinflug Paris–Moskau,
Rückflug St. Petersburg–Paris (oder auch umgekehrt, ab St. Petersburg nach Paris)

Ein Gabelflug (auch Open Jaw Flight, abgekürzt OJ) ist eine Variante einer Flugreise, bei der der Passagier nicht von dem Flughafen zurückfliegt, auf dem er angekommen ist. Der Zielort des Hinfluges ist also mit dem Startort des Rückfluges nicht identisch. Gabelflüge werden meist dann gebucht, wenn der Reisende im Zielland eine Strecke mit einem anderen Verkehrsmittel zurücklegt.
Ein Gabelflug ist auch gegeben, wenn der Ausgangspunkt der Reise nicht mit dem Endpunkt identisch ist, also zum Beispiel ein Hinflug von Paris nach Moskau, und Rückflug von Moskau nach Lyon. Eine Bedingung für einen Gabelflug ist aber, dass die beiden unterschiedlichen Zielpunkte – beispielsweise also St. Petersburg und Moskau bzw. Paris und Lyon – in ein und demselben Zielgebiet liegen.
Sind sowohl Abflug- als auch Zielflughafen bei Hin- und Rückflug verschieden, spricht man gelegentlich auch von einem doppelten Gabelflug.